# Constancia Mangue
Constancia Mangue Nsue Okomo (Angong, Guinea Ecuatorial, 20 de agosto de 1951), más conocida como Constancia Mangue de Obiang, es la primera dama de la República de Guinea Ecuatorial. Es esposa del presidente de Guinea Ecuatorial Teodoro Obiang Nguema y madre del vicepresidente de Guinea Ecuatorial Teodorín Nguema Obiang.

## Biografía
Estudió en el colegio de religiosas de Bata. Es graduada de la Escuela Universitaria de Formación del Profesorado Martin Luther King.
Contrajo matrimonio con Teodoro Obiang Nguema el 12 de diciembre de 1968 en Mongomo.
Se convirtió en primera dama de Guinea Ecuatorial en 1979 tras el ascenso al poder de su marido Teodoro Obiang Nguema mediante un golpe de Estado.
En 1985 creó el Comité de Apoyo al Niño Ecuatoguineano (Canige) institución no gubernamental dedicada a la protección, salud y formación de la juventud del país.
Mangue también pertenece al Comité Nacional de la Lucha contra el SIDA  y a la Asociación para la Solidaridad Nacional de Minusválidos Assonam. Ha ocupado puestos de liderazgo en distintas asociaciones sociales de África como la Misión por la Paz de las primeras damas de África Central. Ha participado en numerosas reuniones internacionales sobre derechos de las mujeres y la lucha para la mejora de los derechos de las clases bajas. Fue elegida doctora honoris causa por la Universidad Interamericana de Ciencias Humanísticas de Buenos Aires.
A nivel político, se ha desempeñado como miembro del Buró Político y coordinadora de la asociación de mujeres del Partido Democrático de Guinea Ecuatorial (PDGE). Actualmente es miembro de la Junta Ejecutiva Nacional del partido.

### Negocios y acusaciones de corrupción
Se compró su propia residencia de 1.15 millones de dólares en Potomac, Maryland. En un momento, cinco cuentas y tres certificados de depósito en el Banco Riggs se mantuvieron a nombre de Constancia, y ExxonMobil hizo varios pagos en estas cuentas. Andrew P. Swiger de ExxonMobil dijo a los investigadores que su empresa era copropietaria de la empresa de energía Abayak, siendo su socia Constancia, quien, dijo, recibió el 15 por ciento de todos los ingresos de Abayak.
Una compañía llamada Nusiteles, GE, fundada en el año 2000 para proporcionar servicios de telefonía e informática doméstica, es en parte propiedad de los Obiang a través de Abayak, y en parte propiedad de otros altos funcionarios ecuatoguineanos. Desde 2004, Abayak es la única empresa de construcción en toda Guinea Ecuatorial.
El presidente y la primera dama también poseen dos clínicas llamadas Virgen de Guadalupe, como salió a la luz en enero de 2009 cuando una pareja paraguaya que había trabajado en las clínicas fue arrestada por robar 6,1 millones de euros en efectivo, joyas y otros objetos de valor.
En octubre de 2013, según una fuente de noticias española, Constancia Mangue y Celestina Lima, otra de las esposas de Obiang, tuvieron una acalorada discusión durante una cena con Obiang. Mangue acusó a Lima, quien es descrita como la «segunda dama» del país, de no hacer nada para ayudar a las mujeres del país. A cambio Lima acusó a Mangue de saquear la riqueza de la nación. Según los informes, Obiang intervino varias veces y amenazó a sus esposas con enviarlas a sus poblados de origen.